# Llista de grups de rock alternatiu
Aquesta llista de grups de rock alternatiu inclou artistes rock alternatiu que han tingut un cert reconeixement o publicitat (com és el cas que haja estat en una discogràfica gran o coneguda). Aquesta llista no inclou conjunts locals poc coneguts. Les formacions estan ordenades segons la primera lletra del seu nom (no s'inclouen les paraules "a", "an", o "the"), i els noms de cantants estan ordenats pel seu cognom.
| Índex 0-9 A B C D E F G H I J K L M N O P Q R S T U V W X Y Z |

## 0-9
- 10,000 Maniacs
- 13 Engines
- 16 Horsepower
- 200 Sachen
- 3 Doors Down
- 30 Seconds to Mars
- 311
- 4 Non Blondes
- 54-40

## A
- Aberdeen City
- Action Beat
- Aereogramme
- AFI
- The Afghan Whigs
- Aggressive Agricultor
- Alabaix
- Alice In Chains
- Alien Ant Farm
- All-American Rejects
- American Music Club
- Anberlin
- Angelfish
- ...And You Will Know Us By The Trail Of Dead
- Antagònics
- Tori Amos
- The Amps
- Fiona Apple
- Apples in Stereo
- April Sixth
- Arcacy
- The Arcade Fire
- Archers of Loaf
- Arctic Monkeys
- Architecture in Helsinki
- Ash
- The Ataris
- Audioslave
- The Automatic
- Avantgarde
- The Avenues

## B
- Babes in Toyland
- Baboon
- Babyshambles
- Bamboo
- Barenaked Ladies
- Band of Susans
- Basehead
- Bauhaus
- Bayside
- Beat Happening
- Beck
- Belle & Sebastian
- Belly
- Ben Folds Five
- Art Bergmann
- Better Than Ezra
- Biffy Clyro
- Big Audio Dynamite
- Big Black
- Bikini Kill
- Billy Corgan
- Billy Talent
- Björk
- Black Rebel Motorcycle Club
- Blackstar
- Blessid Union of Souls
- Blind Melon
- Bloc Party
- Blonde Redhead
- Bloodhound Gang
- Blood on the wall
- Blood Red Shoes
- Blue October
- Blur
- Bôa
- Bongwater
- Boysetsfire
- The Boo Radleys
- Billy Bragg
- Brand New
- The Bravery
- Breaking Benjamin
- The Breeders
- Broken Social Scene
- Brownbeat All-Stars
- Brownman Revival
- Brutal Juice
- Jeff Buckley
- Buffalo Tom
- Built to Spill
- Burden Brothers
- Bush (grup)
- Kate Bush
- Butthole Surfers
- By Divine Right

## C
- Cake
- The Calling
- Camper Van Beethoven
- Camus
- Candlebox
- Capdown
- Cardiacs
- The Cardigans
- The Cat Empire
- Catherine Wheel
- Cell
- Chadwick
- The Chameleons
- Charlatans U.K.
- Chainsaw Kittens
- Billy Childish
- Christina Stürmer
- The Church
- Cibo Matto
- Cigaretta
- CIV
- Cocteau Twins
- Coldplay
- Collective Soul
- Concrete Blonde
- The Constantines
- The Cooper Temple Clause
- Julian Cope
- Counting Crows
- Graham Coxon
- Cracker
- The Cramps
- The Cranberries
- Crooked Fingers
- The Cubby Creatures
- Cueshe
- Curious Blossoms
- Cursive
- The Cure

## D
- The Damned
- Dappled Cities Fly
- The Dandy Warhols
- Dashboard Confessional
- Dave Matthews Band
- Days of the New
- The dB's
- Dead Can Dance
- Dead Moon
- Death Cab For Cutie
- Debored
- Depeche Mode
- Destroyer
- Deus
- Diabologum
- Die Kreuzen
- Ani DiFranco
- Dinosaur Jr
- The Diodes
- Dishwalla
- Dispatch
- The Distillers
- Doctor Nasty Operation
- Pete Doherty
- Do Make Say Think
- The Donnas
- Dramarama
- Dream Syndicate
- dredg
- Dresden Dolls
- Dropkick Murphys
- Drovers
- D-Day 4 Ever

## E
- Easyworld
- Echo & the Bunnymen
- Echobelly
- Econoline Crush
- Eels
- Einstürzende Neubauten
- Eisley
- Elastica
- Enon
- Everclear

## F
- The Faders
- The Fall
- The Fall Of Troy
- Faith No More
- Fastbacks
- Fastball
- Feeder
- The Feelies
- Filter
- Liam Finn
- fIREHOSE
- Fishbone
- Flaming Lips
- Flipper
- Flying Saucer Attack
- Folk Implosion
- Foo Fighters
- The Frames
- Frank Black and the Catholics
- Franz Ferdinand
- From Satellite
- Fuel
- La Fuga
- Fugazi
- The Future Leaders of the World
- The Futureheads

## G
- Galaxie 500
- Garbage
- Gas Huffer
- The Glass Age
- The Go-Betweens
- Godspeed You Black Emperor
- Goldfinger
- Goo Goo Dolls
- Gomez
- Gorillaz
- Matthew Good
- Gosling
- Gravity Kills
- Green Day
- Green River
- Greyhoundz
- Grinspoon
- Guadalcanal Diary
- Guano Apes
- Guided by Voices
- Guster
- Greenwheel

## H
- Hale
- Half Japanese
- Half Man Half Biscuit
- Hammerbox
- Albert Hammond Jr.
- Happy Mondays
- Hard-Fi
- PJ Harvey
- Juliana Hatfield
- Head of Femur
- Helmet
- Hifiklub
- His Name Is Alive
- Robyn Hitchcock
- The Hives
- Hole
- Hoobastank
- Holly and the Italians
- Hot Hot Heat
- Hot Water Music
- The House of Love
- The Housemartins
- Hum
- Hüsker Dü

## I
- I Am Kloot
- I Mother Earth
- Icalma
- Icebird
- Idlewild
- Inner Surge
- Imago
- Imani Coppola
- Incubus
- Inspiral Carpets
- Interpol
- Itchyworms

## J
- Jack Off Jill
- James
- James Iha
- Jane's Addiction
- The Jesus and Mary Chain
- Jesus Jones
- The Jesus Lizard
- Jimmie's Chicken Shack
- Jimmy Chamberlin Complex
- Jimmy Eat World
- Jon Spencer Blues Explosion
- JoyDrop

## K
- K's Choice
- Kaiser Chiefs
- Kent
- Kids in the Way
- Kill Hannah
- Killdozer
- Killing Heidi
- Killing Joke
- Kinzie
- The Kills
- The Killers
- King Adora
- Kings of Convenience
- Kings of Leon
- Kop
- Kyuss
- KUKL

## L
- L7
- L P
- Lacuna Coil
- Lamb
- The La's
- Leaves' Eyes
- Sook-Yin Lee
- The Lemonheads
- Les Savy Fav
- Less Than Jake
- Let's Active
- Letters To Cleo
- The Libertines
- Lifehouse
- Lightning Bolt
- Lit
- Live
- Local H
- Louis XIV
- Love and Rockets
- The Lovely Feathers
- Long Beach Dub Allstars
- The Lowest of the Low
- Lucius Hunt
- Lucky Boys Confusion
- Luna
- Luscious Jackson
- Lush
- The Luyas

## M
- Ashley MacIsaac
- Mad Season
- Madsen
- Magic Dirt
- Malfunkshun
- Man or Astro-man?
- Mando Diao
- Manic Street Preachers
- Marcy Playground
- Marlango
- Matchbox Twenty
- Maxïmo Park
- Mazzy Star
- Edwin McCain
- McLusky
- Meat Puppets
- Meeshee
- Me First and the Gimme Gimmes
- The Mekons
- Mendetz
- Melt-Banana
- The Melvins
- Mercury Rev
- Mest
- Midnight Oil
- The Mighty Mighty Bosstones
- Ministry
- The Minutemen
- Mission of Burma
- Mission U.K.
- Modest Mouse
- Mogwai
- Moist
- Moonbabies
- Morphine
- Alanis Morissette
- Morningwood
- Morrissey
- Mother Love Bone
- Motion City Soundtrack
- Bob Mould
- Mudhoney
- Shawn Mullins
- Peter Murphy
- Muse
- The Music
- My Bloody Valentine
- My Life With the Thrill Kill Kult
- My Morning Jacket
- Myslovitz

## N
- Nada Surf
- Kitchie Nadal
- Ned's Atomic Dustbin
- Nerf Herder
- Nerveline
- Neutral Milk Hotel
- New Order
- The New Pornographers
- Nick Cave and the Bad Seeds
- Nine Days
- Nine Inch Nails
- Nickelback
- Nirvana
- No Doubt
- Noisedrome

## O
- Ostava
- Oasis
- Sinéad O'Connor
- Odds
- The Offspring
- Of Montreal
- OK Go
- Orange and Lemons
- Orgy
- Beth Orton
- Our Lady Peace

## P
- P
- Panic! At the Disco
- Parokya ni Edgar
- Pavement
- The Pastels
- Pearl Jam
- Pennywise
- Pere Ubu
- A Perfect Circle
- Perpetua
- Liz Phair
- Pixies
- Placebo
- Platinum Head
- Pluto
- The Pogues
- The Postal Service
- Pop Will Eat Itself
- The Posies
- Porno for Pyros
- Portishead
- Poster Children
- Powderfinger
- Bob Powell
- The Presidents of the United States of America
- The Prodigy
- The Pink Spiders
- Primal Scream
- The Primitives
- Primus
- Protein
- Propagandhi
- The Psychedelic Furs
- Public Image Ltd.
- Puggy
- Pulp
- Pussy Galore

## Q
- Queens Of The Stone Age

## R
- Radiohead vegeu Jonny Greenwood
- Rage Against the Machine
- Rancid
- Rasputina
- Real Estate
- Redd Kross
- Red Hot Chili Peppers
- Red House Painters
- Reef
- Reel Big Fish
- Reggie and the Full Effect
- R.E.M.
- The Rentals
- The Replacements
- Republica
- Ribbed 4 Her Pleasure
- Richard Rossi
- Ride
- Rivermaya
- Rocket From the Crypt
- Rollins Band
- Royal Fanclub
- Royal Trux

## S
- Sahara Hotnights
- Sant Gatxo
- Scarling.
- Scissor Sisters
- Scratch Acid
- Screaming Jets
- Screaming Trees
- Sebadoh
- The Sea & Cake
- Seaweed
- Semisonic
- Sgt. Wonder & The Marvels
- Shaamans
- Shiela and the Insects
- The Shins
- Shout Out Louds
- Shudder to Think
- Sigur Rós
- Silverchair
- Siouxsie & the Banshees
- Sisters of Mercy
- Sleater-Kinney
- Sleep parade
- Slint
- Sloan
- Slowdive
- Slut
- The Smashing Pumpkins
- Elliott Smith
- The Smiths
- Snow Patrol
- Social Code
- Social Distortion
- Sonic Youth
- Soul Asylum
- Soul Coughing
- Soundgarden
- Spacehog
- Spacemen 3
- Spiritualized
- Spitalfield
- Splender
- Sponge
- Stabbing Westward
- Stereolab
- Stereo Total
- The Stone Roses
- Stone Temple Pilots
- The Strokes
- Sublime
- Suede
- Sugar
- Sugar Ray
- The Sugarcubes
- Sugarplum Fairy
- Sunny Day Real Estate
- The Sundays
- Superchunk
- Superdrag
- Super Furry Animals
- Supergrass
- Supreme Dicks
- Streetcar
- Matthew Sweet
- Swervedriver
- Switchfoot
- System of a Down

## T
- Tad
- Tangerine Dream
- Taking Back Sunday
- Tappi Tíkarrass
- Team Sleep
- The Tea Party
- Teenage Fanclub
- Temple of the Dog
- Terrorvision
- Th' Faith Healers
- The Cranberries
- They Might Be Giants
- Therapy?
- Third Eye Blind
- Tinc Ladilles
- This Is Serious Mum
- Theory of a Deadman
- Throwing Muses
- Toadies
- Toad the Wet Sprocket
- Tocotronic
- Tones on Tail
- Tool
- Travis
- Trivium (metalcore)
- Trypes

## U
- U2
- Ultra Vivid Scene
- Uncle Tupelo
- Under Byen
- Unrest
- Urge Overkill
- Unstep

## V
- The Vandals
- The Vaselines
- VAST
- The Veils
- Versus
- Vertical Horizon
- Veruca Salt
- The Verve
- The Verve Pipe
- The Vines
- Violent Femmes
- Volcano Suns
- The Von Bondies
- The Vacation

## W
- Wax
- We Are Scientists
- The Wedding Present
- Ween
- Weezer
- Paul Westerberg
- The White Stripes
- Wilco
- Wir sind Helden
- Wolf Parade
- The Wonder Stuff

## X
- X
- XTC

## Y
- Yeah Yeah Yeahs
- Yo La Tengo

## Z
- Zebrahead
- Zita Swoon
- Zornik
- Zwan

| Índex 0-9 A B C D E F G H I J K L M N O P Q R S T U V W X Y Z |